# ۱۸ فروردین
۱۸ فروردین هجدهمین روز از سال در گاه‌شماری خورشیدی است. به پایان سال ۳۴۷ روز (۳۴۸ روز در سال کبیسه) باقی‌است.

## رویدادها
- ۱۲۹۸ - با حملهٔ قزاق‌ها به پایگاه‌های میرزا کوچک خان جنگلی، گروهی از جنگلی‌ها تسلیم شدند و گروهی نیز به جنگل‌های فومن پناه بردند.
- ۱۲۹۹ - تصرف شهربانی تبریز به دست پیروان محمد خیابانی
- ۱۳۰۳ - رضا پهلوی، رئیس‌الوزرا و وزیر جنگ، برای اعتراض به فرمان احمدشاه مبنی بر عزل او، از مقام خویش کناره‌گیری کرد و به رودهن رفت.
- ۱۳۳۴ - در پی کناره‌گیری فضل‌الله زاهدی، از مقام نخست‌وزیری ایران، حسین علاء بر جای او نشست.
- ۱۳۶۶ - جنگ ایران و عراق: آغاز عملیات کربلای ۸ در شرق بصره

## زادروزها
- ۱۳۱۴ - نجمی فروهی، دوبلور و بازیگر
- ۱۳۴۶ - مهران مدیری، بازیگر و کارگردان
- ۱۳۵۶ - علی‌رام نورایی، بازیگر
- ۱۳۷۱ - داریوش شجاعیان، بازیکن فوتبال
- ۱۳۷۳ - فرشاد فرجی، بازیکن فوتبال

## درگذشت‌ها
- ۱۳۵۸ - امیرعباس هویدا، اقتصاددان، سیاستمدار و نخست‌وزیر ایران (ز. ۱۲۹۷)
- ۱۳۷۲ - علیرضا افضلی‌پور، شیمی‌دان (ز. ۱۲۸۸)
- ۱۳۷۷ – سیروس قایقران، بازیکن فوتبال (ز. ۱۳۴۰)
- ۱۳۷۹ - فردین، بازیگر و کارگردان (ز. ۱۳۰۹)
- ۱۳۸۱ - جمشید اسماعیل‌خانی، بازیگر تئاتر، سینما و تلویزیون (ز. ۱۳۲۹)
- ۱۳۸۹ - محمود بنفشه‌خواه، بازیگر (ز. ۱۳۲۱)
- ۱۳۹۷ - بهرام زند، دوبلور (ز. ۱۳۲۸)
- ۱۳۹۷ – محمدابراهیم جعفری، نقاش، شاعر و عضو هیئت علمی دانشگاه هنر تهران و انجمن نقاشان ایران (ز. ۱۳۱۹)
- ۱۴۰۲ - حسن تقی‌پور، شاعر و آهنگساز (زاده ۱۳۱۹)
  - لی رحمانیع قاش،نپژوهشگر و فعال ربیتیت نش اعر و آهنگساز (زاده ۱۳۱۹)
- ۱۴۰۳. عبدالحمید مبارز، روزنامه‌نگار و نویسنده افغانستانی (زاده ۱۳۱۱خ)